# L'Œuf des ténèbres
L'Œuf des ténèbres  est une bande dessinée sortie en 1987, quatrième et dernier volet de la première époque de la saga La Quête de l'oiseau du temps.
Ce tome est la suite du tome intitulé Le Rige.

## Résumé

### Aventures au Doigt du Ciel
Un grand-père raconte à ses petits-enfants, Balin et Ludine, la suite de la saga de la Quête de l'oiseau du temps :
Le Chevalier Bragon, Pélisse, le Fourreux, Bulrog et l'Inconnu arrivent au sommet du piton rocheux « le Doigt du Ciel », où se trouve l'Oiseau du Temps.
Ils y rencontrent une jeune femme, Kiskill, qui les amène devant le Gardien du Nid. Ce dernier ressemble à un petit enfant aveugle.  À chacun des voyageurs, il énonce une « vérité » mystérieuse :
- Bragon, qui ne ressemble à nul autre, a fait de l'Honneur la plus noble des vertus ; mais il porte en lui la Folie et il est le plus fragile des guides ;
- Bulrog cache derrière son masque une âme meurtrie ; sa délivrance viendra mais il faudra attendre encore : il doit en effet grandir ;
- Pélisse est ignorée par le Gardien, qui s'adresse au Fourreux : un petit être innocent car il ne sait pas pour quelles forces il agit ;
- l'Inconnu n'est pas visé par une déclaration du Gardien, qui a une étrange conversation le concernant avec Kiskill...

Le Gardien raconte alors aux voyageurs le grand mythe de l'Oiseau du temps : ce mythe explique l'origine de l'Univers et l'origine du monde d'Akbar.
L'Inconnu arrive alors en courant : Kiskill vient de lui révéler que l'Œuf de l'oiseau du temps se trouve au fond d'une fosse, protégée par des oiseaux en furie.  Kiskill se propose d'y descendre pour ramener l'Œuf.
Pélisse la prend de vitesse et descend dans la fosse : mal lui en prend car elle est attaquée par les oiseaux et Bragon doit lutter pour la ramener saine et sauve.
Kiskill et l'Inconnu descendent dans la Fosse. En échange de l'Œuf, elle offre sa virginité à l'inconnu, perdant ainsi ses pouvoirs et son immortalité.
Après une farouche lutte contre les oiseaux, l'œuf est remonté à la surface.  Pendant qu'ont lieu la descente et la bataille, l'Inconnu tombe follement amoureux de Kiskill, qu'il protège de son mieux.
Munis de l'œuf, les compagnons quittent le Gardien du nid et le Doigt des dieux : il reste peu de temps pour retourner chez Mara afin qu'elle énonce l'incantation qui mettra Ramor hors d'état de nuire.

### Aventures au Pays Blanc
Ils arrivent, avec leurs Lopvents, au pays de la « Marche Blanche », dirigée par le prince-sorcier Tharmine.
Ils sont attaqués par des Jivrains (autochtones du pays), qui sont atteints de la Fièvre folle.  Cette maladie s'apparente à l'état des loups-garou : quand on est mordu par un être atteint de cette maladie, on développe la maladie qui nous transforme en un être particulièrement fou et sanguinaire.
Ils trouvent refuge dans l'ermitage du prince-sorcier Tharmine.  Ce dernier les accueille avec courtoisie mais leur révèle que lui-même, ayant été mordu, est atteint de la terrible maladie.  Ils s'enferment dans la bâtisse.
Le Fourreux de Pélisse n'a pas le temps de s'y réfugier ; Pélisse supplie qu'on aille le rechercher ; rapidement elle tombe en catalepsie.
Bragon fait une sortie pour retrouver le Fourreux : ils sont attaqués par les Jivrains ; Tharmine est tué ; Bulrog est mordu au bras gauche.
Bulrog enlève alors son masque et révèle un visage meurtri et souffrant.  Pour le sauver, Bragon, avec la Faucheuse, lui tranche le bras et le cautérise.
Bulrog reste dans l'ermitage tandis que Bragon, Pélisse, Fourreux, l'Inconnu et Kiskill continuent leur chemin.

### La fin de la quête
Harassés de fatigue, et encore loin du territoire de Mara, ils découvrent cette dernière qui est venue à leur rencontre.
Bragon lui demande s'il est effectivement le père de Pélisse.  Mara lui fait alors une révélation surprenante qui désespère Bragon car la jeune fille est vouée à une mort prochaine.  Mara lui révèle aussi le rôle méconnu (mais essentiel) jusqu'à présent du Fourreux.
Elle prend l'Œuf de l'Oiseau du temps, dispose sur une pierre la Conque de Ramor et prononce les incantations magiques : Ramor meurt et sa puissance disparaît... au profit de Mara, qui annonce à Bragon qu'elle sera désormais la personne la plus puissante d'Akbar et qu'elle va en devenir la maîtresse toute-puissante (« Nul sur Akbar ne pourra me résister ! Ah ah ah ! »).
Brusquement elle est tuée par le Gardien du nid, qui avait secrètement suivi les voyageurs, et elle tombe dans le fleuve Dol, qui bouillonne en émettant, d'abord une fumée noire, puis un nuage magique ressemblant à un oiseau prenant son envol.
Comme l'avait dit Mara, Pélisse disparaît, laissant Bragon inconsolable, seul avec ses souvenirs et ses rêves, sous les lunes devenues rouges d'Akbar (comme l'avait prédit le Vieux des bois, au début du tome 1).
Soudain surgit Fol de Dol, que l'on retrouve encore une fois, comme dans les autres tomes. Le petit être récurrent énonce une ultime question : Bragon, perdu de douleur, se détourne de Fol ; toutefois l'Inconnu, près de Kiskill, trouve la bonne réponse.
L'histoire se finit par un retour au présent.  Le grand-père a fini son histoire et demande à ses petits enfants d'aller se coucher. On apprend dans la dernière page que cet homme est l'Inconnu, qui des décennies auparavant avait vécu cette saga auprès de Bragon, Pélisse, Fourreux et Bulrog, qu'il a épousé Kiskill, que celle-ci est devenue reine du pays de Mara (« Marche des voiles d’écume »), auquel ils ont apporté paix et sagesse.